# سیاه‌مرغ سرزرد
سیاه‌مرغ سرزرد (نام علمی: Xanthocephalus xanthocephalus) نام یک گونه از تیره سیاه‌پره‌ایان است.